# Halvinkhuizen
Halvinkhuizen (Puttens: Haalvinkhuzen) is een buurtschap in de gemeente Putten, in de Nederlandse provincie Gelderland.

## Herkomst naam
Op de Veluwe eindigen meerdere namen van nederzettingen op -huizen. De namen werden gegeven aan een kleine groep huizen waaruit later een buurt, buurtschap of dorp ontstond, zoals Beekhuizen. Het eerste deel van de naam, Halvink-, is ontstaan uit een persoonsnaam, aangevuld met het achtervoegsel -ing. Uitgaande van de vermelding Haluerinchusen halverwege de 12e eeuw zal het de persoonsnaam Halver zijn geweest. Het achtervoegsel -ing had de betekenissen "behorende tot, in het bezit zijnde van". Halvinkhuizen werd dus genoemd naar een bezit/goed van Halver of van zijn nakomelingen.
Hoofdplaats: Putten

Buurtschappen: Bijsteren · Diermen · Gerven · Halvinkhuizen · Hell · Hoef · Huinen · Huinerbroek · Huinerwal · Koudhoorn · Krachtighuizen · 't Oever · Steenenkamer · Veenhuizerveld

Gelderland: Steden en dorpen in Gelderland      Nederland: Provincies · Gemeenten